# Róża eliptyczna
Róża eliptyczna (Rosa inodora Fr.) – gatunek rośliny wieloletniej z rodziny różowatych. Występuje w Europie od Hiszpanii po Ukrainę i od Półwyspu Skandynawskiego po kraje śródziemnomorskie. W Polsce jest gatunkiem rzadkim, występuje głównie na zachodzie i w pasie wyżyn, poza tym nad dolną Wisłą.

## Morfologia
PokrójKrzew o długich pędach, które silnie się rozgałęziają i dorastają do 2,5 metrów wysokości. Są wyprostowane, lub górą łukowate. Kolce stopniowo rozszerzające się w stronę nasady, zmienne, zwykle zakrzywione, rzadziej proste. Czasami brak kolców.
LiścieZielone, na spodniej stronie ogruczolone, nieparzysto-pierzaste, przeważnie 7-listkowe, o listkach podłużnych z klinowatą nasadą.
KwiatyMają jasnoróżowe lub białe płatki korony i wyrastają na szypułkach o podobnej długości, jak podsadki, lub nieco krótszych. Działki kwiatów środkowych przeważnie posiadają nitkowate łatki. Po przekwitnieniu działki są podniesione do góry, lub odstające na bok i długo utrzymują się na owocni. Słupki o owłosionych szyjkach.

## Biologia i ekologia
Nanofanerofit. Rośnie na przydrożach, miedzach, zaroślach. Kwitnie w lipcu.

## Zmienność
Tworzy mieszańce z różą kutnerowatą i r. polną.

## Zastosowanie
Ze względu na swe rozmiary nadaje się do posadzenia w szpalerze tworząc kwitnący żywopłot. Odznacza się odpornością na choroby i szkodniki, nie wymaga prawie żadnej pielęgnacji, jest odporna na mrozy i dobrze rośnie na słabej glebie. Kwitnie bardzo obficie, nieprzerwanie przez całe lato.